# 渡辺玉枝
渡邉 玉枝（わたなべ たまえ、1938年11月21日 - ）は、日本の登山家。富士河口湖町名誉町民。

## 概要
山梨県富士河口湖町出身。家業の農業を手伝いながら、定時制高校に通う。都留短期大学（現都留文科大学）卒業後、神奈川県の職員（地方公務員）となる。神奈川県庁山岳会に入会し、登山を本格的に始め、1977年、マッキンリーに登頂。これは一般的なルートより難易度の高いバリエーションルートといわれる「南壁アメリカン・ダイレクトルート」の女性初登攀であった。
8,000メートル級の山4座のほか、モンブラン、キリマンジャロ、アコンカグアなどの登山歴をもつ。県庁勤務を経て県立高校事務長に就任。
田部井淳子に誘われ、50歳以上のメンバーで8000m級の山に挑戦しようという会「シルバータートル」に参加し、1991年52歳で初めての8000m峰チョ・オユーの登頂に成功する。以後エベレストに2回登頂、8000m峰5座に登頂した。
退職後は地元に戻り、登山を本格的に行う。2002年5月、村口徳行に誘われ、世界最高峰エベレストに63歳で登頂。女性の世界最高齢記録を樹立。2004年5月に8000m峰5座目のローツェ(8,516m)に登頂、世界最高齢を更新、同年植村直己冒険賞を受賞した。
2005年に腰の骨を折る重傷を負うがリハビリの末、2008年に登山に復帰、田部井淳子とともにモンゴル最高峰のフィティン山(4,374m)に登頂した。
2012年5月には村口徳行を誘い、73歳でエベレストに登頂。自身が持っていた女性世界最高齢記録をさらに更新した。
現在、富士河口湖町在住。富士河口湖町名誉町民。河口湖町のネイチャーガイド、富士登山ガイド。
155cm、45kg。

## 経歴
- 1936年11月21日 - 山梨県富士河口湖町に生まれる。
- 1960年 - 都留短期大学商経科卒業。
- 1960年 - 日本酒類販売株式会社入社。
- 1963年 - 神奈川県教育委員会勤務。
- 1977年7月13日 - マッキンリー[南壁](6,194m/アメリカ)登頂。日本人女性初登頂。
- 1981年 - モンブラン(4,807m/フランス)登頂。
- 1988年 - キリマンジャロ(5,895m/タンザニア)登頂。
- 1989年 - マッターホルン(4,478m/スイス)登頂。
- 1989年 - アコンカグア(6,959m/アルゼンチン)登頂。
- 1991年9月28日 - チョ・オユー[西壁](8,188m/チベット)登頂。(シルバータトル隊:石川富康,渡邉玉枝,池田錦重,根津完一)[4]
- 1994年10月1日 - ダウラギリ(8,167m/ネパール)登頂。(シルバータトル隊:石川富康,小西政継,渡邉玉枝,池田錦重)[5]
- 1998年 - 神奈川県教育委員会退職。
- 1998年7月22日 - ガッシャーブルムII峰(8,035m/パキスタン)登頂。(シルバータートル隊:石川富康,森山勇,村口徳行,根津完一,渡邊玉枝,米山悟)
- 1999年 - ポベーダ山(7,439m/キルギス)登頂。
- 2000年 - ワスカラン(6,768m/ペルー)登頂。
- 2001年 - オリサバ(5,699m/メキシコ)登頂。
- 2001年8月 - ムスターグアタ(7,546m/チベット)登頂。
- 2002年5月16日 - エベレスト[南東稜](8,848m/ネパール)登頂。世界女性最高齢記録更新(63歳177日)。(雪豹クラブ:渡邊玉枝,村口徳行)[6]
- 2004年5月15日 - ローツェ(8,516m/ネパール)登頂。世界最高齢記録更新(65歳167日)。(雪豹クラブ:渡邊玉枝,村口徳行)[7]
- 2008年6月 - フィティン峰(4,374m/モンゴル)登頂。(渡邉玉枝,田部井淳子)
- 2012年5月19日 - エベレスト[北稜](8,848m/ネパール)登頂。世界女性最高齢記録更新(73歳180日)。(エイシアントレッキング:渡邊玉枝,村口徳行)[8]

## TV出演
- 2012年6月15日　NHK 「特集まるごと」73歳でエベレスト登頂！渡邉玉枝さん

## 著書
- 渡邉玉枝著『63歳のエヴェレスト』（白水社,2003年7月） ISBN 978-4560030424（絶版）

## 関連書籍
- 石川富康著「五十歳からのヒマラヤ」(1996/5,山と渓谷社) ISBN 978-4635170895
- 村口徳行著「四度目のエベレスト」(2005/6/7,小学館) ISBN 978-4094116410
- 村口徳行著「エベレスト登頂請負い業」(2011/4/15,山と渓谷社) ISBN 978-4635171694